# Pandysautonomie
Die Pandysautonomie ist eine seltene, immunvermittelte, entzündliche Erkrankung des autonomen Nervensystems. Sie entwickelt sich akut oder subakut innerhalb weniger Tage bis Monate und wird dann dementsprechend als akute oder subakute Pandysautonomie bezeichnet.
Synonym werden die Begriffe autoimmune autonome Neuropathie,  idiopathische autonome Neuropathie und panautonomische Neuropathie verwendet.
Die Erkrankung wird als eine Variante des Guillain-Barré-Syndroms (GBS) aufgefasst, einer Polyradikulitis mit oder ohne Beteiligung des vegetativen Nervensystems. Dafür sprechen mikroskopische Untersuchungen vegetativer Ganglien mit entzündlichen Veränderungen wie beim GBS. Auf eine immunvermittelte Genese weist der Umstand hin, dass bei einigen Patienten eine Virusinfektion vorausgeht. Ein Erregernachweis gelingt allerdings nur selten. Außerdem spricht die typischerweise nachweisbare Eiweißerhöhung im Liquor (siehe auch zytoalbuminäre Dissoziation) für eine entzündliche Genese.
Bei einem Teil der Betroffenen lassen sich Autoantikörper gegen neuronale nikotinische Acetylcholinrezeptoren (α3β4) nachweisen, deren Titer mit der Schwere der Symptomatik korreliert, sodass diese Antikörper vermutlich krankheitsauslösend sind. In diesem Fall ist das Krankheitsbild analog zur (klassischen) Myasthenia gravis, bei der Autoantikörper gegen den muskulären nikotinischen Acetylcholinrezeptor gebildet werden. Durch die antikörpervermittelte Blockade der postsynaptischen Rezeptoren entstehen die charakteristischen Symptome.

## Klinisches Bild
Das Ausmaß, in dem das sympathische und das parasympathische Nervensystem betroffen sind, kann variieren. Bei einer der wenigen Untersuchungen eines größeren Patientenkollektivs, insgesamt 27 Patienten mit Pandysautonomie, hatten 19 Prozent eine selektive Störung des Parasympathikus. 81 Prozent hatten sowohl Ausfälle des Sympathikus als auch des Parasympathikus. Klinisch kommt es bei dieser Erkrankung entsprechend zu Tränen-, Speichel- und Schweißsekretionsstörungen, zu Lähmungen der inneren Augenmuskeln, zu Blasen- und Mastdarmstörungen und zu orthostatischer Hypotonie.

## Therapie und Verlauf
Die Therapie erfolgt symptomatisch, da eine kausale Therapie nicht bekannt ist. Aufgrund der niedrigen Fallzahlen gibt es keine kontrollierten Studien zur Wirksamkeit von Immunsuppressiva, Plasmapherese und Immunglobulintherapien.
Eine vollständige Genesung ist bei dieser Erkrankung selten. Die Rückbildung ist in 60–80 % der Fälle unvollständig und kann bis zu 2 Jahre dauern.